# 映像盤。
『映像盤。』(えいぞうばん。)は、日本のヴィジュアル系バンド、R指定が2011年10月19日に発売した、通算2枚目となるビデオ・クリップ集である。

## 概要
- 前作『裏映像盤。』から、約2年2か月ぶりのリリースとなった。
- 通常盤と初回限定盤の2形態でのリリース。通常盤には、豪華なブックレット付。
- PV集には、SPEED DISK移籍後、初のシングルとなった「國立少年」から、1stオリジナルアルバム『人間失格』収録曲の「花魁パレード」や、本作発売当時の最新シングルである「毒盛る」を含む全7曲が収録されている。
- 初回限定盤のみに収録されているライブ映像集には、ツアー『Tour ”DOKUMORU”』の最終公演であった2011年8月8日の東京豊島公会堂公演のライブの中から、7曲が収録されている。完全収録はされていない。

## 収録曲
1. 國立少年 -ナショナルキッド-
2. 毒盛る
3. ソメイヨシノ
4. 波瀾万丈、椿唄
5. ギラつく太陽
6. アリス心中
7. 花魁パレード

### VIDEO CLIP (初回盤のみ)
1. 心中日和
2. 毒盛る
3. ガレキの心臓
4. カナリア
5. アリス心中
6. ギラつく太陽
7. ソメイヨシノ

### 特典映像
1. 素晴ラシキ此ノ人生 (ライブダイジェストver.)
2. 國立少年 -ナショナルキッド- メイキング映像
通常盤のみの収録。